# 胡继成
胡继成（1915年12月—2016年5月15日），安徽金寨人。1931年2月参加红军，1933年加入中国共产党。中国人民解放军将领、中国人民解放军开国少将。
历任红军战士、班长、副连长、连长、参谋、作战科长、副营长、团参谋长、团长、旅参谋长、副师长、师长、副军长、中国人民解放军42军军长，广州军区副参谋长，成都军区副司令员兼四川省军区司令员、成都军区副政委、军区顾问等职。
1955年，被授予中国人民解放军少将，荣获二级八一勋章、二级独立自由勋章、一级解放勋章。1988年，被授予一级红星功勋荣誉章。
中共第九次全国代表大会代表，第五届全国人民代表大会代表。
2016年5月15日20时40分，在成都军区总医院病逝。